# Thomas Gore
Thomas Gore (Webster megye, 1870. december 10. – Washington, 1949. március 16.) az Amerikai Egyesült Államok szenátora (Oklahoma, 1907–1921 és 1931–1937).